# 边卬
边卬（？—？），子姓，边氏，名卬，是宋平公的曾孙，公子御戎的孙子，宋元公时期的大司徒。
前520年2月21日，宋国的华亥、向宁、华定、华貙、华登、皇奄伤、省臧、士平在作乱失败后逃亡楚国。宋元公派公孙忌做大司马，边卬做大司徒，乐祁做司马，仲几做左师，乐大心做右师，乐輓做大司寇，来安定国人。